# G. Milton Shy
George Milton Shy (* 30. September 1919 in Trinidad, Colorado; † 25. September 1967 in New York City) war ein US-amerikanischer Neurologe.

## Leben
Shy studierte bis 1943 Medizin an der University of Oregon. Nach einem Praktikum in Oregon und einem Jahr Tätigkeit am Royal Victoria Hospital in Montreal diente er im US Army Medical Corps. Bei Gefechten in Italien wurde er verwundet. 1947 aus der Armee entlassen, ließ er sich am National Hospital in London und am Montreal Neurological Institute der McGill University in Neurologie ausbilden. 1947 wurde er Mitglied des Royal College of Physicians of London.
1951 wurde Shy Assistant Professor und 1953 Associate Professor für Neurologie an der University of Colorado. Im selben Jahr wurde er klinischer Direktor des National Institute of Neurological Diseases and Blindness (NINDB) in Bethesda, Maryland; 1960 wurde Shy zum stellvertretenden Direktor des NINDB befördert. Ab 1962 war er Leiter der Neurologie an der University of Pennsylvania, Philadelphia. Anschließend übernahm er 1967 den Lehrstuhl für Neurologie und die Leitung des New York Neurological Institute an der Columbia University in New York City.
Nur wenige Wochen nach Antritt der Stelle starb er im Alter von 47 Jahren an einem Herzinfarkt.

## Wirken
Shy beschrieb in seiner Karriere mehrere Krankheiten, die auch nach ihm benannt wurden. So beschrieb er 1960, zusammen mit Glenn Drager, erstmals das Shy-Drager-Syndrom, eine seltene Krankheit aus der Gruppe der Multisystematrophien. Außerdem wurden das Shy-Gonatas-Syndrom und das Shy-Magee-Syndrom nach ihm benannt.